# Lanquetot
Lanquetot é uma comuna francesa na região administrativa da Normandia, no departamento de Sena Marítimo. Estende-se por uma área de 5,1 km². Em 2010 a comuna tinha 1 169 habitantes (densidade: 229,2 hab./km²).